# Amedeo Peyron (architetto)
Amedeo Peyron (Vercelli, 1º gennaio 1821 – Cavour, 28 settembre 1903) è stato un architetto e ingegnere italiano.

## Biografia
Pronipote e omonimo del filologo (1785-1870), fu allievo e collaboratore del matematico Plana, si laureò a Torino in Ingegneria civile ed Architettura; specializzandosi poi in ingegneria ferroviaria.
Progettò e costruì ferrovie quale la Torino-Savona (l'intestazione di una galleria ne ricorda il nome, come pure un'altra sulla Torino-Modane), la Torino-Susa, la Torino-Ivrea, la Torino-Ceres, la Bussoleno-Modane; fu consulente per il traforo del Frejus ed il Canale Cavour.
In soli 3 mesi, dall'ottobre 1860 al gennaio 1861, progettò e costruì in legno, ferro e vetro l'Aula provvisoria del Primo Parlamento Italiano nel cortile di Palazzo Carignano a Torino..
Fu consigliere comunale di Torino dal 1860 al 1900 e Assessore ai Lavori Pubblici e tra i primi presidenti della Società degli Ingegneri ed architetti di Torino (1870).